# كريستوف فون مارشال
كريستوف فون مارشال (بالألمانية: Christoph von Marschall)‏ هو صحفي ألماني، ولد في 1959 في فرايبورغ في ألمانيا.